# خاندان اوواری توکوگاوا
خاندان اُواری توکوگاوا (به ژاپنی: 尾張徳川家, Owari Tokugawa-ke) یا شاخهٔ اُواری، شاخه‌ای از خاندان توکوگاوا و ارشدترین توکوگاوا گوسانکه (سه خاندان شریف توکوگاوا) است.
این خاندان در ابتدا توسط توکوگاوا یوشینائو، نهمین پسر توکوگاوا ایه‌یاسو تأسیس شد. یوشینائو در اصل ماتسودایرا یوشیتوشی (松平義利) نام داشت تا اینکه در سال ۱۶۲۱ «یوشیتوشی» نام خود را به «یوشینائو» تغییر داد و بعداً در سال ۱۶۳۶ نام خانوادگی «توکوگاوا» را به دست آورد. این خاندان، همراه با خاندان کیشو-توکوگاوا (نوادگان توکوگاوا یورینوبو، برادر ناتنی یوشینائو)، پس از مرگ شوگون بدون وارث، حق جانشینی شوگون را داشتند. برای بیش از ۲۵۰ سال، خاندان اُواری بر قلمرو اُواری، منطقه اطراف ناگویای امروزی، استان آیچی، حکومت کردند و از قلعه ناگویا به عنوان پایگاه اصلی خود استفاده کردند.